# إيرفن دنيس
إيرفن دنيس هو سياسي أمريكي، ولد في 6 أكتوبر 1936 في ليونس في الولايات المتحدة. نشط حزبياً في الحزب الجمهوري. وقد انتخب عضو مجلس نواب ولاية آيوا ‏.